# Colda
Automobiles Colda war ein französischer Hersteller von Automobilen.

## Unternehmensgeschichte
Das Unternehmen aus Paris begann 1921 mit der Produktion von Automobilen. Der Markenname lautete Colda. 1922 endete die Produktion.

## Fahrzeuge
Im Angebot stand nur ein Modell, das zur Mittelklasse zählte. Für den Antrieb sorgte ein Vierzylinder-Einbaumotor von Sergant mit 1843 cm³ Hubraum.